# Nevřeň
Nevřeň är en ort i Tjeckien.   Den ligger i regionen Plzeň, i den västra delen av landet, 90 km väster om huvudstaden Prag. Antalet invånare är 203.